# UFC 223
UFC 223: Khabib vs. Iaquinta  foi um evento de artes marciais mistas (MMA) produzido pelo Ultimate Fighting Championship, realizado no dia 07 de abril de 2018, na Barclays Center, em Brooklyn, Nova Iorque.

## Background
Originalmente, Khabib Nurmagomedov enfrentaria Tony Ferguson, atual Campeão Peso-Leve Interino do UFC, na luta principal do UFC 223. Contudo, Ferguson sofreu uma lesão na semana que antecedeu o evento, retirando-o do embate, e foi substituído por Max Holloway, Campeão Peso-Pena do UFC, com seis dias de antecedência. Contudo, durante o corte de peso para bater 70,3kg, a Comissão Atlética de Nova York julgou que levar o corte até o final seria perigoso para Holloway, e o vetou de lutar. O Ultimate passou a buscar opções no próprio card para substituí-lo. A primeira opção foi Anthony Pettis, cuja luta contra Michael Chiesa havia caído devido às lesões sofridas pelo lutador no ataque feito por Conor McGregor ao ônibus dos lutadores em virtude de um desentendimento entre Khabib com um amigo de McGregor, Artem Lobov. Porém, o lutador e o evento não chegaram a um acordo sobre os valores da bolsa, e o UFC passou a negociar com Paul Felder, que enfrentaria Al Iaquinta no card preliminar. A comissão de Nova York, no entanto, também vetou Felder, alegando que ele não estava ranqueado no top 15. Sobrou Iaquinta, 11º do ranking, que topou. Ele ficou acima do peso máximo para lutas valendo cinturão, e por isso, a priori, não pode ser campeão se vencer - embora Dana White tenha dito que vai tentar mudar isso.

## Card Oficial
Nota 1 Pelo Cinturão Peso-Leve do UFC. 

Nota 2 Pelo Cinturão Peso-Palha Feminino do UFC. 

## Bônus da Noite
Os lutadores receberam $50.000 de bônus
- Luta da Noite:  Zabit Magomedsharipov vs.  Kyle Bochniak
- Performance da Noite:  Chris Gruetzemacher e  Olivier Aubin-Mercier